# Нерпа каспійська
Не́рпа каспі́йська (Pusa caspica, раніше Phoca caspica) — один з найменших представників родини Тюленеві. 
Цей вид нерп поширений виключно у Каспійському морі. Нерп знаходять тут не тільки уздовж берегової лінії, але і на скелястих островах та на плавучій кризі. У зимовий час вони заходять у холодну північну частину Каспію, де скупчуються на кризі та дають потомство. Коли крига тане, у теплий сезон, вони можуть бути знайдені у гирлах Волги та Уралу, а також на півдні Каспію, де вода охолоджена завдяки великим глибинам.
Не зовсім зрозуміло, яким чином ці тюлені потрапили у внутрішню материкову водойму, ізольовану він інших місць існування нерп. Одна з поширених гіпотез стверджується, що нерпи потрапили у Каспій за часів четвертинного періоду, з півночі, разом із талими водами покривного льодовика.

## Опис
Вид описано відомим зоологом і мандрівником Йоганном Ґмеліним 1788 року.
Дорослі особі мають приблизно 1,5 м в довжину і важать близько 86 кг, самці зазвичай більші за самок. 
Зубна формула нерпи: різці - I 3/2, ікла 1/1, щічні зуби (передкутні й кутні) - 6/5.

## Біологія
Каспійські нерпи пірнають зазвичай на маленькі глибини, до 50 м, хоча були відзначені і більші глибини, і знаходяться під водою біля однієї хвилини. Більшу частину свого часу проводять у великих колоніях.
Після 11-місячного періоду вагітності, народжується єдиний цуцик в січні — лютому. Подібно до інших нерп, щенята народжуються у білому хутрі і важать близько 5 кг. Їхнє біле хутро існує близько трьох тижнів до місяця. Статева зрілість досягається на 5 році життя у самиць, і на 6-7 році у самців.

## Харчування
Каспійська нерпа живиться водними тваринами: короповими (Cyprinidae), бичками (Gobiidae) і ракоподібними (Crustacea). Також нерпи заходять до гирл річок, де живиться коропами, пліткою (Rutilus rutilus) і судаком (Sander).

## Вороги, загрози і динаміка популяції
Справжній орлан (Haliaeetus), полює на цуциків-нерпи, що призводить до великого числа жертв. Крім того, є полювання з комерційних причин. У зв'язку із зростанням промислового розвитку в сусідніх регіонах, скидання забруднюючих речовин і пестицидів у Каспій, призвело до ослаблення імунної системи і сприяє спалахам захворювань.
У лютому 1978, за три тижні, вовки вирізали велику кількість нерпи біля Астрахані. З них 17-40 % тюленів, за оцінками, були убиті, але не з'їдені.
Наприкінці 1990-х років відмічена смертність каспійської нерпи від "Canine distemper".
Наприкінці 19 сторіччя там було, за оцінками, 1,5 млн тюленів; 
в 1980-х роках налічували близько 400'000 тюленів.
У 2022 році Каспійський центр захисту навколишнього середовища оцінив популяцію нерпи в 70 тис. особин.

## Ресурси Інтернету
- Jukka Palo: Genetic diversity and phylogeography of landlocked seals
- OBIS-SEAMAP - Species Profiles
- Caspian seal factsheet at pinnipeds.org
- "Caspian Seal under threat of extinction", Baztab newspaper. Persian article.